# Krogulec dwubarwny
Krogulec dwubarwny (Astur bicolor) – gatunek drapieżnego ptaka z rodziny jastrzębiowatych (Accipitridae), występujący w lasach (głównie tropikalnych) obu Ameryk. Chociaż jest szeroko rozprzestrzeniony, to jednak zwykle rzadko obserwowany.

## Systematyka
Gatunek ten po raz pierwszy zgodnie z zasadami nazewnictwa binominalnego opisał w 1817 roku Louis Pierre Vieillot pod nazwą Sparvius bicolor. Jako miejsce typowe wskazał Kajennę (obecnie Gujana Francuska). Obecnie gatunek zaliczany jest do rodzaju Astur lub Accipiter.
W ujęciu systematycznym stosowanym przez autorów Kompletnej listy ptaków świata oraz na liście ptaków świata opracowywanej we współpracy BirdLife International z autorami Handbook of the Birds of the World wyróżnia się 5 podgatunków krogulca dwubarwnego, które zamieszkują:
- A. b. bicolor – krogulec dwubarwny[5] – od południowo-wschodniego Meksyku, aż do północnej Ameryki Południowej,
- A. b. fidens – południowy i wschodni Meksyk,
- A. b. pileatus – występujący w Brazylii,
- A. b. guttifer – południowa Boliwia i północna Argentyna,
- A. b. chilensis – krogulec chilijski[5] – Andy od środkowego Chile i przylegających rejonów Argentyny na południe po Ziemię Ognistą i Wyspę Stanów.

Część systematyków, w tym IOC, uznaje krogulca chilijskiego za osobny gatunek – Accipiter chilensis.

## Morfologia
Długość ciała 31,5-45 cm, rozpiętość skrzydeł od 58 do 83 cm, masa ciała samców 190–273 g, samic 342–584 g.

## Status
W Czerwonej księdze gatunków zagrożonych IUCN krogulec dwubarwny jest klasyfikowany jako gatunek najmniejszej troski (LC – Least Concern). W 2019 roku organizacja Partners in Flight szacowała, że liczebność światowej populacji mieści się w przedziale 500 000 – 4 999 999 dorosłych osobników, a jej trend oceniła jako silnie spadkowy.